# Aspers (Pennsylvanie)
Aspers est une census-designated place du comté d'Adams, en Pennsylvanie, aux États-Unis.

## Géographie
Aspers se trouve au nord-est des États-Unis, dans le sud de l'État de Pennsylvanie, au sein du comté d'Adams, dont le siège de comté est Gettysburg. Ses coordonnées géographiques sont 39° 58′ 47″ N, 77° 13′ 34″ O.

## Démographie
Au recensement de 2010, sa population était de 350 habitants.